# ام‌وی کارتلا
ام‌وی کارتلا (به انگلیسی: MV Cartela) یک کشتی است که طول آن 123 می‌باشد. این کشتی در سال ۱۹۱۲ ساخته شد.